# Carlo Perrone (editore)
Carlo Maria Perrone (Neuilly-sur-Seine, 7 giugno 1956) è un editore italiano con cittadinanza francese.

## Biografia
Nasce nel 1956 con nazionalità italiana e francese. Il padre Alessandro, storico direttore del quotidiano romano Il Messaggero dal 1952 al '74. La madre Nathalie de Noailles, figlia della mecenate Marie-Laure de Noailles. I Perrone sono una famiglia genovese di industriali (Ansaldo).
Dal 1980 al 2014 è stato presidente della Società Edizioni e Pubblicazioni S.p.A. (SEP S.p.A), editrice de Il Secolo XIX, il principale quotidiano di Genova e della Liguria. 
Nel 2015 ha partecipato alla fusione tra Il Secolo XIX e La Stampa dando vita alla Italiana Editrice S.p.A, a sua volta integrata dal 2017 con il Gruppo L'Espresso, ora GEDI Gruppo Editoriale S.p.A..
Sposato con Polissena Guidi di Bagno, da settembre 2020 Carlo Perrone è vice presidente di GEDI.

## Incarichi nazionali e internazionali
- Componente del cda del European Newspaper Publishers' Association (ENPA), di cui è stato presidente dal 2016 al 2020[4].
- Consigliere e membro del Comitato Esecutivo dell'ANSA.[5]
- Membro del Comitato di presidenza e Consigliere incaricato per le relazioni internazionali della Federazione Italiana Editori Giornali (FIEG).
- Presidente del cda della Mercurio S.p.A.
- Componente del cda della Valeray Real Estate Company Inc.
- Componente dell'International Council del Metropolitan Museum (New York).